# Carmen Jiménez Serrano
Carmen Jiménez Serrano (La Zubia, 21 de setembre de 1920-Sevilla, 19 d'octubre de 2016) va ser una pintora, escultora i catedràtica universitària espanyola.

## Biografia
Va iniciar els seus estudis artístics a l'Escola d'Arts i Oficis de Granada poc després d'acabada la Guerra Civil el 1939.
Encara que inicialment es va inclinar pels estudis de brodat, el contacte amb altres alumnes de l'escola com el pintor Miguel Pérez Aguilera o l'escultor i imatger, Nicolás Prats López, que ingressarien en els estudis de Belles arts a Madrid, li va inclinar a preparar el seu ingrés a la Reial Acadèmia de Belles Arts de San Fernando, al mateix temps que treballava en un taller d'escultura en el policromat d'imatges. Finalment, es va incorporar a l'escola madrilenya per al curs acadèmic 1940-41, gràcies als seus ingressos i a una beca de l'ajuntament de la seva ciutat natal. Allí va estudiar pintura i va descobrir, de la mà d'Enrique Pérez Comendador, la seva inclinació per l'escultura. Casada el 1944 amb l'escultor Antonio Cano Correa (1909-2009), quan aquest va guanyar la plaça de catedràtic a l'Escola Superior de Belles arts Santa Isabel d'Hongria de Sevilla, es trasllada a la ciutat andalusa on va començar a treballar com a auxiliar en la càtedra de Modelatge de la mateixa acadèmia, plaça a la qual va accedir anys després i va seguir en la mateixa quan els estudis de Belles arts van passar a dependre de la Universitat de Sevilla.
Sobre el seu estil i obra, s'ha ressaltat «la seva estètica i bellesa de les formes i els volums, carregats de ritme, proporció i harmonia» «on predomina l'interès per la figura humana». Per la seva banda, Juan Manuel Miñarro destaca la seva qualitat com a artista i com a docent, «capaç de transmetre molt bé l'ofici», el també pintor i escultor, Ricardo Suárez, remarca la seva expressivitat amb el fang, la pedra i el gran domini de la volumetria; i el catedràtic Emilio Gómez Piñol valora la gran qualitat del conjunt de la seva obra.
La seva obra es pot trobar exposada en el Museu Contemporani de Madrid, Cercle de Belles arts, biblioteca de la Universitat de Granada o el Museu de Belles arts de Sevilla.
Entre els premis obtinguts es troba la Medalla del Círculo de Bellas Artes de Madrid (1949) o el Premio Nacional de Escultura (1951). Estava en possessió de la Medalla d'Honor de la Reial Acadèmia de Belles Arts Santa Isabel d'Hongria i la Medalla d'Or de Granada. A més, va ser acadèmica corresponent de la Reial de Sant Fernando i de nombre de l'Acadèmia de Belles arts sevillana.